# Troisième concile de Tolède

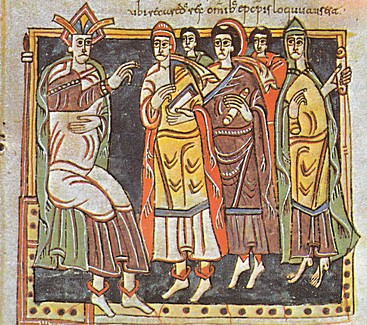
Le troisième concile de Tolède : le roi Récarède I^{er} et les évêques.

Le troisième concile de Tolède s'est tenu à Tolède, dans le royaume wisigoth d'Espagne, en mai 589. Il marque la reconnaissance du christianisme nicéen comme forme officielle du christianisme dans l'Espagne wisigothique.

## Les origines du concile

### Les goths ariens
Au IVe siècle, l'évêque Wulfila (ca. 311-383), en vue de convertir les Goths, peuple germain, au christianisme sous la forme arienne, traduisit la Bible en gotique et, à cet effet, inventa une écriture de la langue gotique. Lorsque les Wisigoths (une branche des Goths) migrèrent vers l'ouest, ils rencontrèrent les populations chrétiennes latines locales, pour lesquelles l'arianisme était une hérésie. Les Wisigoths conservèrent leurs croyances arianistes en marge de l'Église catholique.

### Tentatives d'unification
Avant ce concile, le roi Récarède Ier avait organisé des réunions informelles des évêques afin de résoudre le schisme présent dans le Royaume. À la deuxième réunion, où évêques arianistes et catholiques étaient présents, Récarède Ier montra qu'aucun évêque arianiste n'avait produit de miracles. Lors de la dernière réunion, où il n'y avait que des évêques catholiques, le roi accepta la foi catholique.

### L'évêque Léandre et le roi RécarèdeIer
Le concile fut organisé par l'évêque Léandre de Séville qui a travaillé sans relâche pour convertir les rois arianistes wisigoths et qui a finalement réussi avec Récarède Ier. L'abbé Eutropius avait la gestion quotidienne du concile selon l'évêque et chroniqueur Jean de Biclar. Au nom du roi, Léandre convoqua les évêques et les nobles en mai 589. Cependant, le roi Récarède Ier et Léandre ne purent persuader que huit des évêques arianistes à participer au concile.

## Participants
Soixante-douze évêques du royaume wisigoth participèrent à cette assemblée, soit présents en personne, soit étant représentés.

## Déroulement du concile

### Ouverture
Le concile débuta le 4 mai par trois jours de prières et de jeûne. Puis le roi Récarède Ier proclama, par la voix d'un notaire, sa nouvelle confession. Les précisions théologiques définissant la Trinité ainsi que les principes ariens, établissant l'orthodoxie récente du roi, et ses longues citations des Écritures révèlent que cette proclamation fut écrite par un autre, probablement par Léandre.

### Déclarations

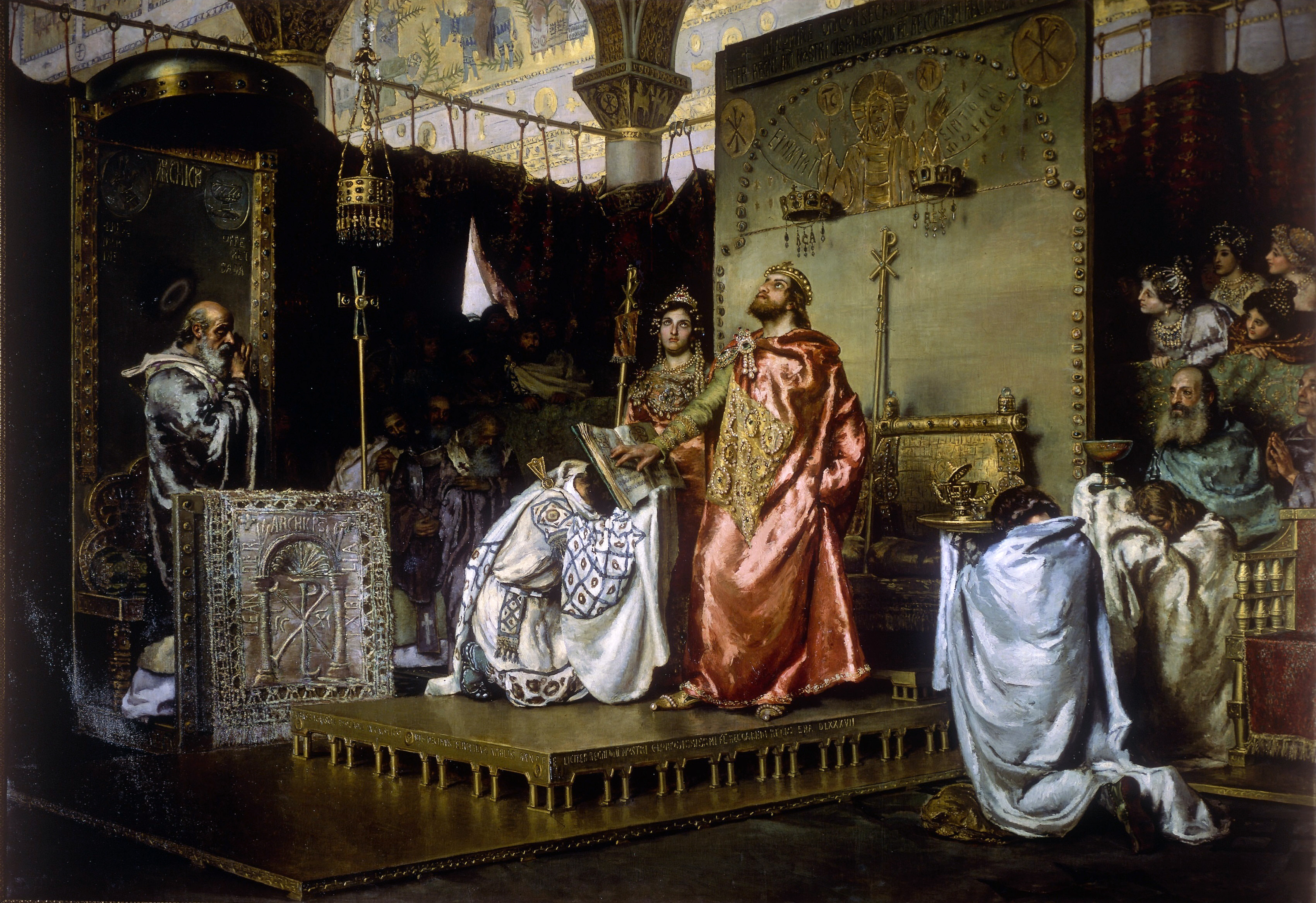
Conversion de Récarède Ier, par Muñoz Degrain, palais du Sénat, Madrid.

Dans ces déclarations, Récarède Ier déclara que Dieu l'avait inspiré afin de mener les Goths vers la vraie foi, de laquelle ils avaient été induits en erreur par de faux professeurs (en fait ils avaient été christianisés par l'évêque arien Wulfila, mais le thème de Léandre était la réconciliation). Il déclara que non seulement les Goths, mais les Suèves, qui par la faute d'autres ont été amenés dans l'hérésie, avaient été ramenés dans la foi. Ces nations qu'il a consacré à Dieu par la main des évêques, qu'il appelait à terminer le travail. Il a ensuite prononcé l'anathème contre Arius et sa doctrine et a déclaré son acceptation des cinq précédents conciles œcuméniques : premier concile de Nicée, premier et deuxième conciles de Constantinople, concile d'Éphèse, et concile de Chalcédoine. Il prononce également l'anathème sur tous ceux qui reviendraient à l'arianisme après avoir été reçus dans l'Église par le saint chrême ou l'imposition des mains. Ont ensuite suivi les credos de Nicée et de Constantinople et la définition de la Chalcédoine. Les déclarations furent achevées par les signatures de Récarède Ier et de Badda, sa femme, et ces déclarations furent accueillies sous une ovation générale. L'assemblée des évêques fut également appelée à déclarer publiquement son renoncement à l'arianisme et son acceptation du catholicisme.

### Anathèmes
Vingt-trois anathèmes furent prononcés contre Arius et ses doctrines, remplacé par les credos de Nicée et de Constantinople et la définition de Chalcédoine, le tout souscrit par les évêques arianistes et leurs églises, ainsi que par tous les nobles goths. Ces évêques étaient Ugnas de Barcelone, Ubiligisclus de Valence, Murila de Palencia, Sunnila de Viseu, Gardingus de Tui, Bechila de Lugo, Argiovitus de Porto et Froiscus de Tortosa. Le nom de ces évêques est d'origine germanique et quatre viennent des diocèses des Suèves, montrant que probablement Léovigild, après ses conquêtes, avait remplacé les évêques catholiques par des ariens.

### Principaux canons
Récarède permet au concile d'élaborer les canons nécessaires, en particulier celui qui établit un credo à réciter à la communion de façon que personne ne puisse plaider l'ignorance comme excuse de sa mal-croyance. Vingt-trois canons furent ensuite édictés avec un édit de confirmation du roi. Parmi les principaux :
- Le 1er confirme les décrets des conciles antérieurs de l'Église catholique et les lettres synodales envoyés au Pape ;
- Le 2e confirme la récitation du credo de Constantinople lors de la Sainte Communion, avec l'ajout de la clause Filioque (Credo in Spiritum Sanctum Qui Ex Padre Procedit Filioque – « Je crois en l'Esprit Saint qui procède du Père et du Fils ») qui n'a jamais été accepté dans les églises d'Orient et a conduit à la controverse ;
- Le 5e interdit aux évêques, prêtres et diacres ariens convertis de vivre avec leurs épouses ;
- Le 7e ordonne que les Écritures doivent être lues à la table de l'évêque durant les repas ;
- Le 9e transfère les églises ariennes aux évêques de leurs diocèses ;
- Le 13e interdit aux clercs d'agir contre d'autres religieux avant de passer devant un tribunal ;
- Le 14e interdit aux juifs d'avoir des épouses, concubines ou esclaves chrétiennes, ordonne aux enfants de telles unions d'être baptisés. Les juifs doivent également être retirés de tous les bureaux dans lesquels ils pourraient avoir à punir les chrétiens. Les esclaves chrétiens qu'ils ont circoncis ou qu'ils ont fait participer à leurs rites sont immédiatement affranchis ;
- Le 21e interdit aux autorités civiles de retirer les charges des clercs ou des esclaves de l'église ou du clergé ;
- Le 22e interdit les pleurs aux funérailles ;
- Le 23e interdit de célébrer les veilles de jours Saints avec des danses et des chants, reconnus comme « indécents ».

Les canons furent souscrits d'abord par le roi, puis par 5 des 6 métropolitains, signés d'abord par Masona. 62 évêques souscrivirent en personne, 6 par procuration. Tous les évêques de la Tarraconaise et de Septimanie étaient présents ou représentés. Dans les autres provinces, plusieurs évêques étaient manquants.

### Clôture
Les débats furent clos par une homélie triomphante de Léandre sur la conversion des Goths, conservée par son frère Isidore en tant que Homilia de triumpho ecclesiæ ob conversionem Gothorum, une « homélie metale sur le triomphe de l'Église et la conversion des Goths ».

## Effets du concile
Selon la Chronique de Frédégaire, Récarède Ier ordonna après le concile de brûler tous les livres et manuscrits ariens de son royaume ; ils seront regroupés à Tolède dans une maison qui sera incendiée,.
Les proscriptions à l'encontre des juifs furent bientôt suivis par des conversions forcées, ce qui a conduit à un exil massif des juifs d'Espagne wisigothique vers Ceuta et les territoires voisins d'Afrique du Nord. Là, se forme une communauté d'exilés mécontents, qui plus tard formeront des alliances et donneront des informations utiles au moment de l'invasion musulmane en 711.
La clause du Filioque se répand dans l'Occident latin mais ne prend pas en Orient. Les Francs l'ont adopté mais son utilisation a suscité une controverse au IXe siècle. Son usage s'est répandu à Rome, peu après l'an mille, et elle a contribué au Grand Schisme (1054) entre orthodoxes et catholiques.